# Dynamic Data Exchange
Dynamic Data Exchange (DDE) — механізм взаємодії додатків в операційних системах Microsoft Windows і OS/2. 
```
цей механізм досі підтримується в останніх версіях Windows, в основному він замінений на потужніші механізми — 
OLE
, 
COM
 і 
Microsoft OLE Automation
. Однак, DDE і надалі використовується в деяких місцях всередині самої Windows, зокрема, в механізмі асоціації розширення імені файлу з додатками. Це є наслідком моделі розробки, в якій 
Microsoft
 в нових версіях ОС Windows стежить за забезпеченням сумісності з усіма її попередніми версіями.
```

Можливе використання DDE для отримання даних з сторонніх додатків.